# 京都橙體育會
京都橙色體育學院 （AS.ラランジャ京都，AS.Laranja Kyoto），或稱「京都橙色」，簡稱為「京都橙會」，是一支位於京都府京都市的體育會。名稱中的Laranja取自葡萄牙語的「橙色」之意。「橙色」象征「熱情」，从"接触"→"学习"→"养育"→"离巢 "最后到"再会"，一種給人以懷舊和回憶的感覺之存在，這就是AS.Laranja。在過去的幾年裡，這些球員在燃燒的太陽下，帶著熱情在球場上奔跑，這是種對於願望的表達。